# أوركو أرويو
أوركو أرويو (بالإسبانية: Urko Arroyo Rivas) (14 مايو 1987 ببلباو في إسبانيا - ) هو لاعب كرة قدم إسباني في مركز الهجوم. لعب مع أتلتيك بيلباو ب وأتلتيك بيلباو وأتليتيكو بالياريس وريال خاين ونادي أموريبايتا ونادي باراكالدو ونادي باسكونيا ونادي ديبورتيفو طليطلة وCD San Roque de Lepe ‏ ونادي ليدا.

## وصلات خارجية
- أوركو أرويو على موقع قاعدة بيانات كرة القدم.إي يو (الإنجليزية)
- أوركو أرويو على موقع Soccerway.com (الإنجليزية)
- أوركو أرويو على موقع AS.com (الإسبانية)